# Białoruskie Zgromadzenie Kulturalne
Białoruskie Zgromadzenie Kulturalne (biał. Беларускае культурнае згуртаваньне) – kolaboracyjna organizacja białoruska podczas II wojny światowej
Organizacja została utworzona w styczniu 1944 r. w okupowanym Mińsku przez kierownictwo Białoruskiej Centralnej Rady. Na jej czele stanął Auhien Kałubowicz. Miała 4 oddziały: muzyki pod kierownictwem Mikałaja Szczagłou-Kulikowicza, propagandy i kultury białoruskiej – Uładzimira Dudzickiego, literatury – Natalli Arsienniewej oraz muzeów i krajoznawstwa – Antona Szukiełojcia. Zgromadzenie miało za zadanie sprzyjać rozwojowi i popularyzacji kultury białoruskiej wśród ludności Okręgu Generalnego „Białoruś”. Pod jego auspicjami organizowano różne wydarzenia kulturalne, jak koncerty zespołów białoruskich, występy teatralne, deklamowanie wierszy, wystawy malarstwa, rzeźby itd. W miastach i wsiach były tworzone narodowe domy kultury. Działalność organizacji zakończyła się w czerwcu 1944 r.